# Cryphia simonyi
Cryphia simonyi là một loài bướm đêm trong họ Noctuidae.